# Antonio De Vinatea
Antonio De Vinatea, (28 de diciembre de 1988) es un depostista peruano de la especialidad de Bádminton que fue campeón suramericano en Medellín 2010.

## Trayectoria
La trayectoria deportiva de Antonio De Vinatea se identifica por su participación en los siguientes eventos nacionales e internacionales:

### Juegos Suramericanos
Fue reconocido su triunfo de ser el tercero deportista con el mayor número de medallas de la selección de  Perú en los juegos de Medellín 2010.

#### Juegos Suramericanos de Medellín 2010
Su desempeño en la novena edición de los juegos, se identificó por obtener un total de 3 medallas:

- , Medalla de oro: Bádminton Dobles Hombres
- , Medalla de oro: Bádminton Equipo Mixto
- , Medalla de bronce: Bádminton Individual masculino